# Il camaleonte (Čechov)
Il camaleonte (in russo Хамелеон?, Chameleon) è un racconto di Anton Čechov, pubblicato nel 1884.

## Trama
L'ispettore di polizia Očumelov attraversa la piazza del mercato, seguito da una guardia, quando si odono delle urla: l'orefice Chrûkin sta inseguendo un cucciolo di levriero che poco prima lo ha morso. Očumelov accorre e interroga i testimoni per identificare il proprietario del cane: essendo vietato lasciare i cani senza guinzaglio e senza museruola, il proprietario del cane, oltre a risarcire l'orefice, dovrà pagare una multa salata. 
Uno dei testimoni riferisce che si tratta del cane del generale Žigalov. Očumelov cambia allora la direzione delle indagini: non è possibile che un cagnolino così piccolo abbia morso un omone alto e grosso come l'orefice; quest'ultimo si è certamente ferito da solo e cerca di dare la colpa a un piccolo animale innocente. Un astante dice di aver visto l'orefice schiacciare la punta di un sigaro acceso sul muso del cane prima del morso. 
Un altro astante afferma però che il generale Žigalov ha solo cani da punta e di razza; Očumelov concorda che quel cane non è certamente di razza e occorre riprendere le indagini per ricercarne il padrone a tutela dell'orefice. Viene interrogato Prochor, il cuoco del gen. Žigalov, e costui conferma che il cane non è certamente di proprietà del generale. L'ispettore Očumelov si rafforza nel proposito di difendere Chrûkin e pronuncia ad alta voce minacce contro il proprietario del levriero. Il cuoco Prochor dichiara tuttavia che il cane è di proprietà di Vladimir Ivanyč Žigalov, il fratello del generale giunto da poco in città, un alto funzionario la cui importanza è nota all'ispettore. Saputo finalmente il nome del proprietario del cane, Očumelov chiude l'indagine: il cagnolino è simpatico e innocuo, il vero colpevole è Chrûkin, il quale viene minacciato dall'ispettore Očumelov («Avrai a fare i conti con me!») fra le risate della folla.

## La storia della sua pubblicazione
Il camaleonte fu pubblicato per la prima volta sul numero 36 (8 settembre) del 1884, pp. 3-4 del settimanale umoristico e letterario Oskolki (in russo Осколки?, Oskolki, in lingua italiana: Frammenti o Schegge) diretto da Nikolaj Aleksandrovič Lejkin. Čechov utilizzò lo pseudonimo di A. Čechontè; il racconto aveva il sottotitolo "Scena". Il camaleonte fu poi inserito da Čechov nel 1886 nella raccolta intitolata "Racconti variopinti". Infine fui 
pubblicato nell'edizione delle Opere di Čechov dell'editore A. F. Marks (Polnoe sobranie sočinenij A.P. Čechov, Sankt-Peterburg: Izdanie A. F. Marksa, 1899, Vol. III (Racconti umoristici 1883-84). Il racconto è giustamente famoso e molto popolare. Il camaleonte era, assieme a Dušečka, il racconto preferito di Stalin.

## Edizioni
- Antoša Čechontè, «Hameleon: Scenka (Il camaleonte: scena)», Oskolki numero 36, 8 settembre 1884, pp. 3-4
- Anton Čechov, «Anima cara». In: Racconti; traduzione di Agostino Villa, Vol. I, Torino: Einaudi, 1950
Contiene: Il duello; Incubo; In carretta; Il consigliere segreto; Ragazzi; Arte; Ssst!...; Il racconto di uno sconosciuto; Donne del popolo; Nel cantuccio natio; Vagnka; Beltà femminili; Il reparto n.6; Durante la settimana santa; Dušečka; La villa con mezzanino; Villanuova; La mia vita; Grisha; Il viaggiatore di prima classe; L'opera d'arte; Dalle memorie di un uomo impulsivo; alle memorie di un uomo irascibile; Martiri; Vigilia di quaresima; La sirena; Il camaleonte; Il professore di belle lettere; Ariadna; Un bacio
- Anton Čechov, Tutte le novelle, Vol. I: Teste in fermento; introduzione e traduzione di Alfredo Polledro, Milano: Biblioteca Universale Rizzoli, 1951
- Anton Čechov, Racconti e novelle; a cura di Giuseppe Zamboni; traduzione di Giovanni Fccioli, introduzione di Emilio Cecchi; appendice critica a cura di Maria Bianca Luporini, Coll. I grandi classici stranieri, Firenze: G. C. Sansoni, 1963, Vol. I, pp. 160-64
- Anton P. Čechov, Tutti i racconti, Vol. I: Primi racconti: 1880-1885; a cura di Eridano Bazzarelli, Coll. I grandi scrittori di ogni paese, Serie russa, Tutte le opere di Čechov, Milano: Mursia, 1963
- A. Cechov, Opere, Vol. 1: Romanzi brevi e racconti: 1880-1884; a cura di Fausto Malcovati; traduzione di Monica Gattini Barnabò, Roma: Editori Riuniti, 1984, ISBN 88-359-2699-8